# Calocarcininae
De Calocarcininae zijn een onderfamilie van krabben (Brachyura) uit de familie Trapeziidae.

## Geslachten
De Calocarcininae omvatten de volgende geslachten:
- Calocarcinus  Calman, 1909
- Philippicarcinus  Garth & Kim, 1983
- Sphenomerides  Rathbun, 1897